# Mesochorus albolimbatus
Mesochorus albolimbatus är en stekelart som beskrevs av Schwenke 1999. Mesochorus albolimbatus ingår i släktet Mesochorus och familjen brokparasitsteklar. Inga underarter finns listade i Catalogue of Life.